# Tristanodes
Tristanodes (лат.) — род мелких жуков-долгоносиков из подсемейства Cyclominae (Listroderini). Эндемики острова Тристан-да-Кунья (юг Атлантического океана). Длина тела жуков от 3,7 до 6,5 мм. Рострум среднего размера; опушение состоит из щетинковидных чешуек и щетинок; переднеспинка субциллиндрическая. Tristanodes включён в подтрибу Palaechthina из трибы Listroderini и близок к родам Anorthorhinus, Haversiella, Gunodes, Listronotus, Neopachytychius, Palaechthus, Palaechtodes, Steriphus, Inaccodes.
Род и все его виды были впервые описаны в 1948 году по материала Норвежской научной экспедиции на субарктические острова Тристан-да-Кунья.
Биология не изучена, питаются предположительно (как и близкие группы) листьями (имаго) и корнями растений (личинки).
- Tristanodes attai Brinck, 1948
- Tristanodes conicus  Brinck, 1948
- Tristanodes craterophilus  Brinck, 1948
- Tristanodes echinatus  Brinck, 1948
- Tristanodes insolidus  Brinck, 1948
- Tristanodes integer  Brinck, 1948
- Tristanodes medius  Brinck, 1948
- Tristanodes minor  Brinck, 1948
- Tristanodes reppetonis  Brinck, 1948
- Tristanodes scirpophilus  Brinck, 1948
- Tristanodes sivertseni  Brinck, 1948